# Список глав государств в 1407 году
Список глав государств в 1406 году — 1407 год — Список глав государств в 1408 году — Список глав государств по годам

## Азия
- Ак-Коюнлу — Кара Осман, бей (1403 — 1435)
- Анатолийские бейлики —
  - Айдыногуллары — 
    - Джунейд, бей (1405 — 1407, 1411 — 1414, 1422 — 1425)
    - под властью османов (1407 — 1411)

  - Артукиды — Сихаб ад-дин Ахмед, эмир Мардина (1406 — 1409)
  - Гермиян — Якуб II, бей (1388 — 1390, 1402 — 1411, 1413 — 1429)
  - Зулькадар — Мухаммад Насир ад-дин, бей (1399 — 1442)
  - Исфендиярогуллары — Исфендияр, бей (1385 — 1440)
  - Караманиды — Мехмет II, бейлербей (1398 — 1399, 1402 — 1420, 1421 — 1423)
  - Ментеше — Илайас Музаффар ад-дин, бей (1402 — 1424)
  - Рамазаногуллары (Рамаданиды) — Шихабеддин Ахмед, бей (1383 — 1416)
  - Саруханогуллары — Хызыр-шах, бей (1404 — 1410)
- Грузинское царство — 
  - Георгий VII, царь (1393 — 1407)
  - Константин I, царь (1407 — 1411)
  - Самцхе-Саатабаго — Иване II, атабег (1395 — 1444)
- Бруней — Абдул Маджид Хасан, султан (1402 — 1408)
- Дайвьет (Дайнгу) — 
  - Хо Хан Тхыонг, император (1401 — 1407)
  - в 1407 году Дайвьет завоеван Китаем (до 1428 года)
- Индия —
  - Амбер (Джайпур) — Нарсингх Део, раджа[кат.] (1388 — 1413)
  - Ахом — 
    - Судангпхаа, махараджа[англ.] (1397 — 1407)
    - Суджангпхаа, махараджа[англ.] (1407 — 1422)

  - Бахманийский султанат — Фируз-шах, султан (1397 — 1422)
  - Бенгальский султанат — Гийас ад-дин Азам Шах, султан (1390 — 1410)
  - Бунди — Бирсингх, раджа (1400 — 1415)
  - Бхавнагар — Каноджи Виджоджи, раджа (1395 — 1420)
  - Венад[англ.] — Рави Варма, махараджа[англ.] (1383 — 1416)
  - Виджаянагарская империя — Дева I, махараджадхираджа (1406 — 1422)
  - Восточные Ганги[англ.] — Нарасимха Дева IV, царь[англ.] (1379 — 1424)
  - Гуджаратский султанат — Музаффар-шах I, султан (1407 — 1411)
  - Делийский султанат — Насир ад-дин Махмуд-шах III, султан (1394 — 1413)
  - Дунгарпур — Пратап Сингх, раджа (1403 — 1423)
  - Камата — Сукранка, махараджа (1400 — 1415)
  - Качари — Викрамадитьяпха, царь (ок. 1386 — ок. 1411)
  - Кашмир — Сикандар Бутшикан, султан (1389 — 1413)
  - Майсур — Ядурайя, махараджа (1399 — 1423)
  - Малавский султанат — Хушанг-шах, султан (1406 — 1435)
  - Манипур — Пуншиба, раджа[англ.] (1399 — 1432)
  - Марвар (Джодхпур) — Чанда, раджа (1383 — 1424)
  - Мевар — Лакха Сингх, махарана (1382 — 1421)
  - Редди[англ.] — Педакомати Вема, раджа[кат.] (1403 — 1420)
  - Синд — Фатх Хан, джем (султан)[англ.] (1398 — 1414)
  - Сирохи — Собха, раджа (1392 — 1424)
- Индонезия —
  - Маджапахит — Викрамавардхана, раджасанагра (1389 — 1429)
  - Пасай — Нахрасьиях, султан (1406 — 1428)
  - Сунда — Нискала Васту Канкана, махараджа (1371 — 1475)
  - Тернате — Комала Пулу (Бесси Мухаммад Хасан), султан (1377 — 1432)
- Ирак —
  -  Джалаириды — Ахмед, султан (1382 — 1410)
- Иран —
  -  Падуспаниды — Каюмарт I, малек (1399 — 1453)
  -  Хазараспиды — Малик Пир Ахмад, атабек (1378 — 1408)
- Йемен —
  -  Расулиды — Ан-Насир Ахмад, эмир (1400 — 1424)
- Кара-Коюнлу — Кара Юсуф, бей (1388 — 1420)
- Кедах — Сулейман Шах I, султан[англ.] (1373 — 1422)
- Кипрское королевство — Янус, король (1398 — 1432)
- Китай (Империя Мин)  — Чжу Ди, император (1402 — 1424)
- Кхмерская империя (Камбуджадеша) — Баром Ричи II (Понья Ят), царь[англ.] (1405 — 1431)
- Лансанг  — Самсенетай, король (1373 — 1416)
- Малаккский султанат — Парамешвара, султан (1402 — 1414)
- Мальдивы — Хусейн I, султан (1398 — 1409)
- Михрабаниды[англ.] — Катб аль-Дин Мухаммад, малик[англ.] (1403 — 1419)
- Монгольская империя — 
  - Золотая Орда — 
    - Шадибек, хан (1399 — 1407)
    - Пулад, хан (1407 — 1410)
    - Ногайская Орда — Едигей, бий (1392 — 1412)

  - Ойратское ханство — 
    - Махаму (Батула-чинсан), тайша (1399 — 1416)
    - Угэчи Хашигу, тайша (1399 — 1408)

  - Северная Юань — Оруг Тэмур (Угэчи Хашигу), великий хан (1402 — 1408)
- Мьянма — 
  - Ава — Минкхонг I, царь[англ.] (1400 — 1422)
  - Хантавади — Разадарит, царь[англ.] (1384 — 1421)
- Оман — Махзун бен аль-Фалла, имам (1406 — 1435)
- Османская империя — 
  - Мехмед I Челеби, султан (в Анатолии) (1406 — 1413)
  - Сулейман-челеби, султан (в Румелии) (1402 — 1411)
- Рюкю — 
  - Нандзан — Оосо, ван (1403 — 1413)
  - Тюдзан — Сё Сисё, ван (1407 — 1421)
  - Хокудзан — Хананчи, ван (1401 — 1416)
- Таиланд — 
  - Аютия — Рамрачатхират, король (1395 — 1409)
  - Ланнатай — Самфанкаен, король[англ.] (1402 — 1441)
  - Сукхотаи (Сиам) — Сайлеутхай, король (1400 — 1419)
- Тибет — Гонгма Дракпа Гяльцен, типон[англ.] (1385 — 1432)
- Трапезундская империя — Мануил III, император (1390 — 1417)
- Туран (Государство Тимуридов) — Халиль-Султан, великий эмир (1405 — 1409)
  - Могулистан — Шамс-и-Яхан, хан  (1399 — 1408)
- Тямпа — Джайя Симхаварман V, царь (1400 — 1441)
- Филиппины — 
  - Тондо — Гамбанг, раджа (ок. 1390 — ок. 1420)
- Чосон  — Тхэджон, ван (1400 — 1418)
- Ширван — Ибрагим I, ширваншах (1382 — 1417)
- Шри-Ланка — 
  - Гампола[англ.] — Виджайябаху VI, царь (1397 — 1409)
  - Джафна — Сеавеера Синкайярийян, царь[фр.] (1380 — 1410)
- Япония — 
  - Мотохито (император Го-Комацу), император (1392 — 1412)
  - Сёгунат Муромати — Асикага Ёсимоти, сёгун (1394 — 1423)

## Америка
- Аскапоцалько — Тесосомок, тлатоани (1343 — 1426)
- Куско — Яуар Уакак, сапа инка (1380 — 1410)
- Теночтитлан — Уитцилиуитль, Теночтитлан (1395 — 1417)
- Тескоко — Течотлалацин, тлатоани (1357 — 1409)
- Тлателолько — Куакуаупицауак, тлатоани (1403 — 1418)

## Африка
- Абдальвадиды (Зайяниды) — Абу Абдалла I, султан (1401 — 1411)
- Бамум — Ншаре Йен, мфон (султан)[англ.] (1394 — 1418)
- Бенинское царство — Оробиру, оба[англ.] (1397 — 1434)
- Борну — Бир III, маи[нем.] (1383 — 1415)
- Буганда — Тембо, кабака (ок. 1404 — ок. 1434)
- Варсангали[англ.] — Сисиид, султан[англ.] (1392 — 1409)
- Вогодого — Давоема, нааба (ок. 1400 — ок. 1425)
- Джолоф — Н'Диклам Сар, буур-ба[англ.] (ок. 1390 — ок. 1420)
- Египет (Мамлюкский султанат) — Фарадж ан-Насир, султан (1399 — 1405, 1405 — 1412)
- Йифат — Саад аль-Дин II, султан (ок. 1373 — ок. 1415)
- Кано[англ.] — Канеджеджи, султан[англ.] (1390 — 1410)
- Каффа — Миньо, царь (ок. 1395 — ок. 1425)
- Килва — Хуссейн ибн Сулейман, султан (1389 — 1412)
- Мали — Муса III, манса (ок. 1404 — ок. 1440)
- Мариниды — Абу Саид Усман III, султан (1398 — 1420)
- Массина — Бирахим I, ардо (ок. 1404 — 1424)
- Нри[англ.] — Омалониесо, эзе[англ.] (1391 — 1464)
- Свазиленд — Нгване I, вождь (ок. 1400 — ок. 1435)
- Хафсиды — Абд аль-Азиз II, халиф (1394 — 1434)
- Эфиопия — Давит I, император (1382 — 1413)

## Европа
- Албания —
  - Артский деспотат — Мурик Буа Шпата, деспот (1401 — 1415)
  - Валонский деспотат — Мркша Жаркович, деспот (1396 — 1414)
  - Гирокастра — Гьон Зенебиши, князь (1386 — 1418)
  - Дукаджини — Тануш Дукаджини, князь (1393 — 1413)
  - Кастриоти — Гьон Кастриоти, князь (1389 — 1437)
  - Лепанто — Паул Буа Шпата, деспот (1406 — 1407/1408)
  - Музаки — Теодор II Музаки, князь (1389 — 1417)
- Англия — Генрих IV, король (1399 — 1413)
- Андорра — 
  - Изабелла де Фуа, князь-соправитель (1398 — 1412)
  - Гальсеранд де Виланова, князь-соправитель (1396 — 1415)
- Афинское герцогство — Антонио I Аччайоли, герцог (1394 — 1395, 1402 — 1435)
- Ахейское княжество — Чентурионе II Дзаккариа, князь (1404 — 1430)
- Болгарское царство — Константин II Асень, царь (в Видине) (1396 — 1422)
- Боснийское королевство — Твртко II, король (1404 — 1409, 1421 — 1443)
- Валахия — Мирча I Старый, господарь (1386 — 1395, 1396 — 1418)
- Венгрия — Сигизмунд, король (1387 — 1437)
- Византийская империя — Мануил II Палеолог, император (1391 — 1425)
- Ирландия —
  - Десмонд — Тадг на Майнистрех Маккарти, король (1390 — 1428)
  - Коннахт — Катал мак Руаидри О Конхобар, король (1406 — 1439)
  - Тир Эогайн — Домналл мак Эйнри Аймрейд, король (1404 — 1410, 1414 — 1419, 1421 — 1432)
  - Томонд — Конхобар мак Матгамайна O’Брайен, король (1400 — 1426)
- Испания —
  - Арагон — Мартин I Гуманный, король (1396 — 1410)
  - Гранадский эмират — Мухаммад VII аль-Мустаин, эмир (1392 — 1408)
  - Кастилия и Леон — Хуан II, король (1406 — 1454)
  - Наварра — Карл III Благородный, король (1387 — 1425)
  - Пальярс Верхний — Уго Роже II, граф (1369 — 1416)
  - Прованс — Людовик II Анжуйский, граф (1384 — 1417)
  - Урхель — Педро II, граф (1347 — 1408)
- Италия —
  - Венецианская республика — Микеле Стено, дож (1400 — 1413)
  - Генуэзская республика — под управлением Франции (1396 — 1413)
  - Мантуя — 
    - Франческо I Гонзага, народный капитан и сеньор (1382 — 1407)
    - Джанфранческо I Гонзага, народный капитан и сеньор (1407 — 1433)

  - Милан — Джан Мария Висконти, герцог (1402 — 1412)
  - Монферрат — Теодоро II, маркграф (1381 — 1418)
  - Неаполитанское королевство — Владислав, король (1386 — 1414)
  - Пьомбино — Якопо II Аппиано, князь (1405 — 1441)
  - Салуццо — Томмазо III, маркграф (1396 — 1416)
  - Сицилийское королевство — Мартин I, король (1401 — 1409)
  - Урбино — Гвидантонио да Монтефельтро, граф (1404 — 1443)
  - Феррара и Модена — Никколо III д’Эсте, маркиз (1393 — 1441)
  - Флорентийская республика — Мазо Альбицци, глава правительства (1382 — 1417)
- Кальмарская уния (Дания, Норвегия, Швеция) — 
  - Маргрете I, королева (1387 — 1412)
  - Эрик Померанский, король (1396 — 1439)
- Литовское княжество — Витовт, великий князь (1392 — 1430)
  -  Мстиславское княжество — Лугвений Ольгердович, князь (1392 — 1431)
- Молдавское княжество — Александр I Добрый, господарь (1400 — 1432)
- Мэн — Джон I Стэнли, король (1405 — 1414)
- Наксосское герцогство — Джакомо I, герцог (1397 — 1418)
- Островов королевство — Дональд Макдональд, король Островов и Кинтайра (1386 — 1423)
- Папская область — 
  - Григорий XII, папа римский (1406 — 1415)
  - Бенедикт XIII, антипапа (1394 — 1423)
- Польша — Владислав II Ягелло, король (1386 — 1434)
  - Варшавское княжество — Януш Мазовецкий, князь[англ.] (1373/1374 — 1429)
  - Равское княжество — Земовит IV Плоцкий, князь[пол.] (1373/1374 — 1426)
- Португалия — Жуан I Добрый, король (1385 — 1433)
- Русские княжества — 
  -  Великое княжество Московское — Василий I Дмитриевич, великий князь (1389 — 1425)
    -  Галич-Мерское княжество — Юрий Дмитриевич, князь (1389 — 1433)
    -  Дмитровское княжество — Пётр Дмитриевич, князь (1389 — 1428)
    -  Можайское княжество — Андрей Дмитриевич, князь (1389 — 1432)
    -  Серпуховско-Боровское княжество — Владимир Андреевич Храбрый, князь (1358 — 1410)
    -  Углицкое княжество — Владимир Андреевич Храбрый, князь (1405 — 1410)

  -  Новгородское княжество — 
    - Константин Иванович Белозерский, князь (1392 — 1407)
    - Лугвений Ольгердович, князь (1389 — 1392, 1407 — 1412)

  -  Ростовское княжество — 
    - Андрей Александрович, князь Ростово-Борисоглебский (1404 — ок. 1417)
    - Андрей Федорович, князь Ростово-Усретинский (1331 — 1360, 1364 — 1409)

  -  Рязанское княжество — Фёдор Ольгович, князь (1402 — 1408, 1409 — 1427)
  -  Стародубское княжество — Фёдор Андреевич, князь (ок. 1380 — ок. 1425)
  -  Тверское княжество — Иван Михайлович, великий князь (1399 — 1425)
    -  Кашинское княжество — Василий Михайлович, князь (1399 — 1426)
    -  Микулинское княжество — Фёдор Михайлович, князь (1399 — 1410)
    -  Холмское княжество — Юрий Всеволодович, князь (1402 — 1410)

  -  Ярославское княжество — Иван Васильевич Большой, князь (ок. 1380 — ок. 1426)
- Священная Римская империя — Рупрехт Пфальцский, король Германии (1400 — 1410)
  - Австрия — 
    - Внутренняя Австрия — Эрнст Железный, герцог (1406 — 1424)
    - Нижняя Австрия — Альбрехт V, герцог (1404 — 1439)
    - Передняя Австрия — Леопольд IV, герцог (1406 — 1411)
    - Тироль — Фридрих IV, граф (1406 — 1411)

  - Ангальт — 
    - Ангальт-Бернбург — 
      - Бернард V, князь (1404 — 1420)
      - Отто IV, князь (1404 — 1415)

    - Ангальт-Дессау — 
      - Вальдемар IV, князь (1405 — 1417)
      - Георг I, князь (1405 — 1474)
      - Сигизмунд II, князь (1405 — 1452)
      - Альберт V, князь (1405 — 1469)

    - Ангальт-Кётен — Альберт IV, князь (1396 — 1423)

  - Ансбах — Фридрих I, маркграф (1398 — 1440)
  - Бавария — 
    - Бавария-Ингольштадт — Стефан III, герцог (1392 — 1413)
    - Бавария-Ландсхут — Генрих XVI, герцог (1393 — 1450)
    - Бавария-Мюнхен — 
      - Эрнст, герцог (1397 — 1438)
      - Вильгельм III, герцог (1397 — 1435)

    - Бавария-Штраубинг — Вильгельм II, герцог (1404 — 1417)

  - Баден — Бернхард I, маркграф (1372 — 1431)
    - Баден-Хахберг — 
      - Иоганн, маркграф (1386 — 1409)
      - Хессо, маркграф (1386 — 1410)

  - Байрет (Кульмбах) — Иоганн I, маркграф (1398 — 1420)
  - Бар — Роберт I, герцог (1354 — 1411)
  - Берг — Вильгельм I, герцог (1380 — 1408)
  - Брабант и Лимбург — Антуан, герцог (1406 — 1415)
  - Бранденбург — Йост, курфюрст (1388 — 1411)
  - Брауншвейг — 
    - Брауншвейг-Вольфенбюттель — 
      - Генрих I Мягкий, герцог (1400 — 1409)
      - Бернхард I, герцог (1400 — 1428)

    - Брауншвейг-Гёттинген[англ.] — Отто II, герцог[нем.] (1394 — 1463)
    - Брауншвейг-Грубенхаген — Эрик I, герцог (ок. 1383 — 1427)
    - Брауншвейг-Люнебург — 
      - Бернхард I, герцог (1388 — 1409, 1428 — 1434)
      - Генрих I Мягкий, герцог (1388 — 1416)

  - Вальдек — 
    - Вальдек-Вальдек — Генрих VII, граф (1397 — ок. 1444)
    - Вальдек-Ландау — Адольф III, граф (1397 — 1431)

  - Вюртемберг — Эберхард III, граф (1392 — 1417)
  - Гелдерн — Рейнальд IV, герцог (1402 — 1423)
  - Гессен — Герман II, ландграф (1376 — 1413)
  - Голландия — Виллем VI (Вильгельм II Баварский), граф (1404 — 1417)
  - Гольштейн — 
    - Гольштейн-Пиннеберг — Адольф IX, граф (1404 — 1426)
    - Гольштейн-Рендсбург[англ.] — 
      - Генрих III, граф (1404 — 1421)
      - Генрих IV, граф (1404 — 1427)

  - Кёльнское курфюршество — Фридрих фон Саарверден, курфюрст (1370 — 1414)
  - Клеве — Адольф II, граф (1394 — 1417)
  - Лотарингия — Карл II, герцог (1390 — 1431)
  - Люксембург — Йост, герцог (1388 — 1411)
  - Майнцское курфюршество — Иоганн фон Нассау, курфюрст (1397 — 1419)
  - Марк — Адольф IV (Адольф II Клевский), граф (1398 — 1448)
  - Мейсенская марка — 
    - Вильгельм I Одноглазый, маркграф (1382 — 1407)
    - Вильгельм II Богатый, маркграф (1407 — 1425)

  - Мекленбург — 
    - Альбрехт III, герцог (1384 — 1412)
    - Иоганн IV, герцог (1384 — 1422)
    - Верле-Варен — 
      - Николай V, князь (ок. 1395 — 1408)
      - Кристофер, князь (ок. 1395 — 1425)

    - Верле-Гюстров — 
      - Бальтазар, князь (1393 — 1421)
      - Иоганн VII, князь (1395 — 1414)

  - Монбельяр — Генриетта де Монфуко, графиня (1397 — 1444)
  - Намюр — Гильом II, маркграф (1391 — 1418)
  - Нассау — 
    - Нассау-Байлштайн[нем.] — 
      - Генрих II, граф (1388 — 1410)
      - Рейнхард, граф (1388 — 1412)

    - Нассау-Вейльбург — Филипп I, граф (1371 — 1429)
    - Нассау-Висбаден-Идштейн[нем.] — Адольф II, граф (1393 — 1426)
    -  Нассау-Дилленбург[англ.] — Иоганн I, граф (1351 — 1416)
    - Нассау-Саарбрюккен — Филипп I, граф (1381 — 1429)

  - Ольденбург — 
    - Морис II, граф (1401 — 1420)
    - Кристиан VI, граф (1403 — 1421)
    - Дитрих, граф (1403 — 1440)

  - Померания — 
    - Померания-Барт — Вартислав VIII, герцог (1394 — 1415)
    - Померания-Вольгаст — 
      - Вартислав IX, герцог (1405 — 1451)
      - Барним VII, герцог (1405 — 1449/1450)

    - Померания-Слупск — Богуслав VIII, герцог (1394/1395 — 1418)
    - Померания-Щецин — Святобор I, герцог (1372 — 1413)

  - Пфальц — Рупрехт III, курфюрст (1398 — 1410)
  - Савойя — Амадей VIII Миролюбивый, граф (1391 — 1416)
  - Саксония — 
    - Саксен-Виттенберг — Рудольф III, курфюрст (1388 — 1419)
    - Саксен-Ратцебург-Лауэнбург — Эрих IV, герцог (1368 — 1412)

  - Трирское курфюршество — Вернер фон Фалькенштайн, курфюрст (1388 — 1417)
  - Тюрингия — Фридрих IV, ландграф (1406 — 1440)
  - Хахберг-Заузенберг — Рудольф III, маркграф (1352 — 1428)
  - Чехия — Вацлав IV, король (1378 — 1419)
    - Моравская марка — Йост, макграф (1375 — 1411)
    - Силезские княжества —
      - Бжегское княжество — Людвик II Бжегский, князь (1399 — 1436)
      - Бытомское княжество — 
        - Болеслав I Цешинский, князь (1405 — 1431)
        - Конрад III Старый, князь (1403 — 1412)

      - Глогувское княжество — 
        - Ян I Заганский, князь (1397 — 1412)
        - Генрих IX Старший, князь (1397 — 1467)
        - Генрих X Младший, князь (1397 — 1423)
        - Вацлав Кросновский, князь (1397 — 1417)
        - Пшемыслав I Носак, князь (1384 — 1404, 1406 — 1410)

      - Зембицкое княжество — Болеслав III Зембицкий, князь (1358 — 1410)
      - Легницкое княжество — 
        - Рупрехт I Легницкий, князь (1364 — 1409)
        - Вацлав II Легницкий, князь (1364 — 1419)

      - Любинское княжество — Генрих IX Любинский, князь[пол.] (1400 — 1419/1420)
      - Немодлинско-Стрелецкое княжество — Бернард Немодлинский, князь (1382 — 1450)
      - Олесницкое княжество — Конрад III Старый, князь (1403 — 1412)
      - Опавское княжество — Пржемысл I Опавский, князь (1377 — 1433)
      - Опольское княжество — Болко IV Опольский, князь (1396 — 1437)
      - Освенцимское княжество — Казимир I Освенцимский, князь (1406 — 1434)
      - Ратиборско-крновское княжество — Ян II Железный, князь (1380/1382 — 1424)
      - Саганское (Жаганьское) княжество — 
        - Ян I Заганский, князь (1403 — 1439)
        - Генрих IX Старший, князь (1403 — 1412)
        - Генрих X Младший, князь (1403 — 1412)
        - Вацлав Кросновский, князь (1403 — 1412)

      - Сцинавское княжество — 
        - Конрад III Старый, князь[пол.] (1403 — 1412)
        - Пшемыслав I Носак, князь[пол.] (1384 — 1404, 1406 — 1410)

      - Тешинское (Цешинское) княжество — Пшемыслав I Носак, князь (1358 — 1410)

  - Шлезвиг — Генрих III (Генрих IV Голштейн-Рендсбургский), герцог[англ.] (1404 — 1427)
  - Эно (Геннегау) — Гильом IV (Вильгельм II Баварский), граф (1404 — 1417)
  - Юлих — Рейнальд IV Гелдернский, герцог (1402 — 1423)
- Сербия — 
  - Вукова земля — Георгий Бранкович, князь (1396 — 1412)
  - Зета — Балша III, господарь (1403 — 1421)
  - Сербская деспотовина — Стефан Лазаревич, деспот (1402 — 1427)
- Тевтонский орден — 
  - Конрад фон Юнгинен, великий магистр (1393 — 1407)
  - Ульрих фон Юнгинен, великий магистр (1407 — 1410)
  - Ливонский орден — Конрад фон Фитингхоф, ландмейстер (1401 — 1413)
- Франция — Карл VI Безумный, король (1380 — 1422)
  - Арманьяк — Бернар VII, граф (1391 — 1418)
  - Бретань — Жан VI Мудрый, герцог (1399 — 1442)
  - Бургундия (герцогство) — Жан Бесстрашный, герцог (1404 — 1419)
  - Овернь и Булонь — Жанна II, графиня (1404 — 1424)
  - Фуа — Аршамбо де Грайи, граф (1398 — 1412)
- Шотландия — Яков I, король (1406 — 1437)
- Эпирское царство — Исав де Буондельмонти, деспот (1385 — 1411)

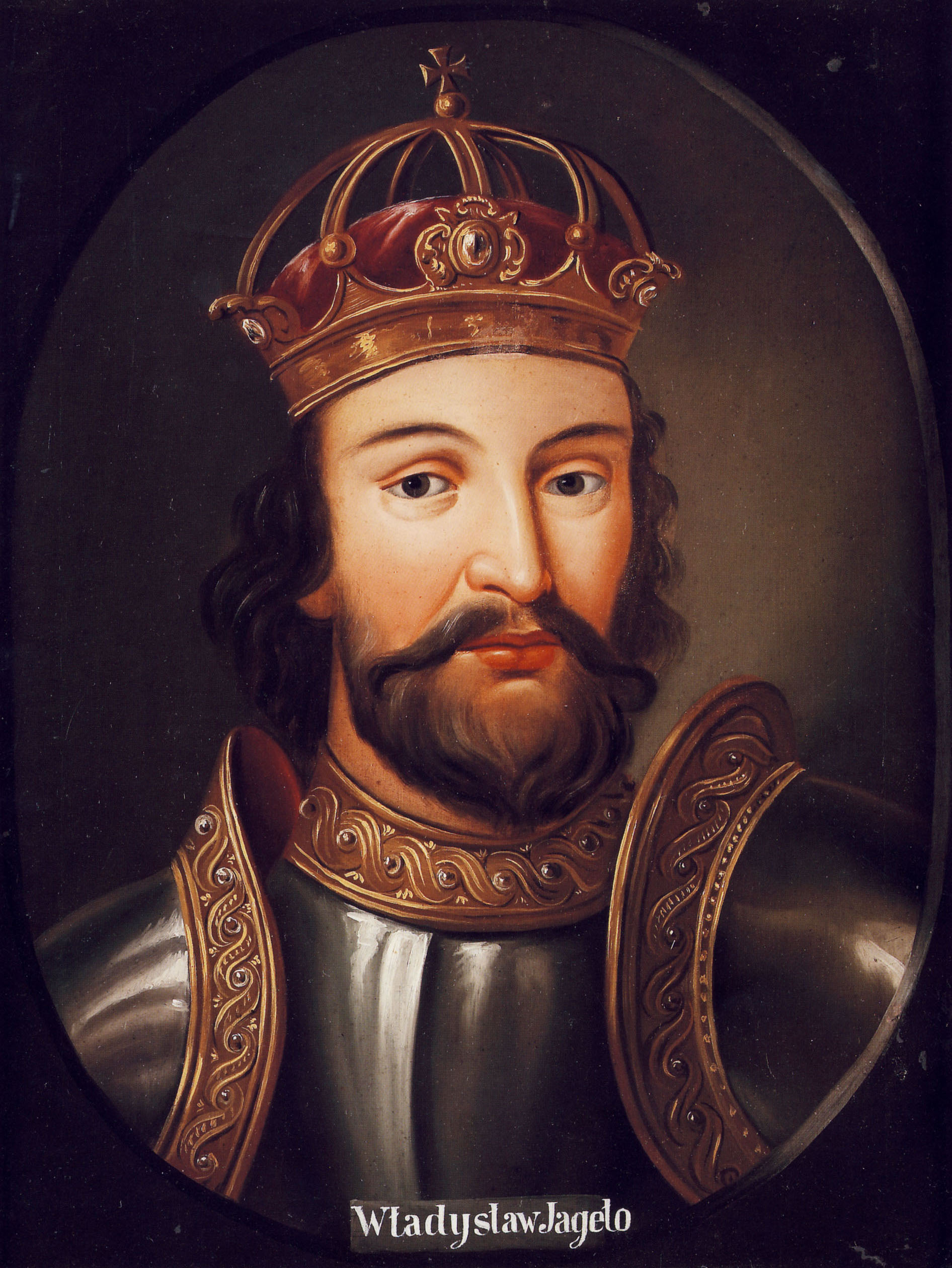
Владислав II Ягелло 1386-1434 Король Польши
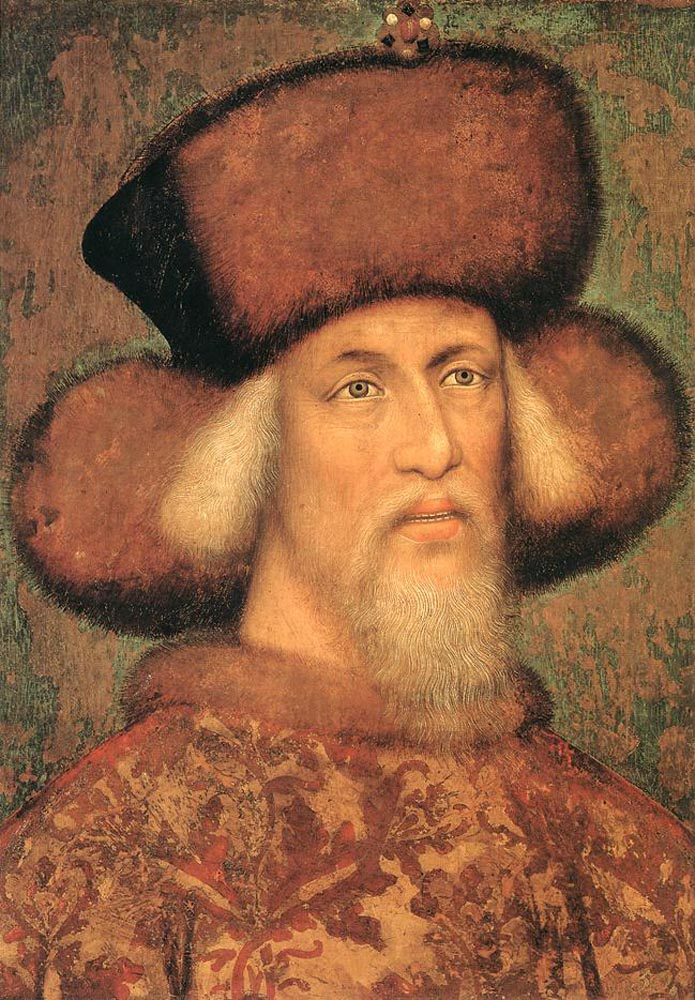
Сигизмунд 1387-1437 Король Венгрии
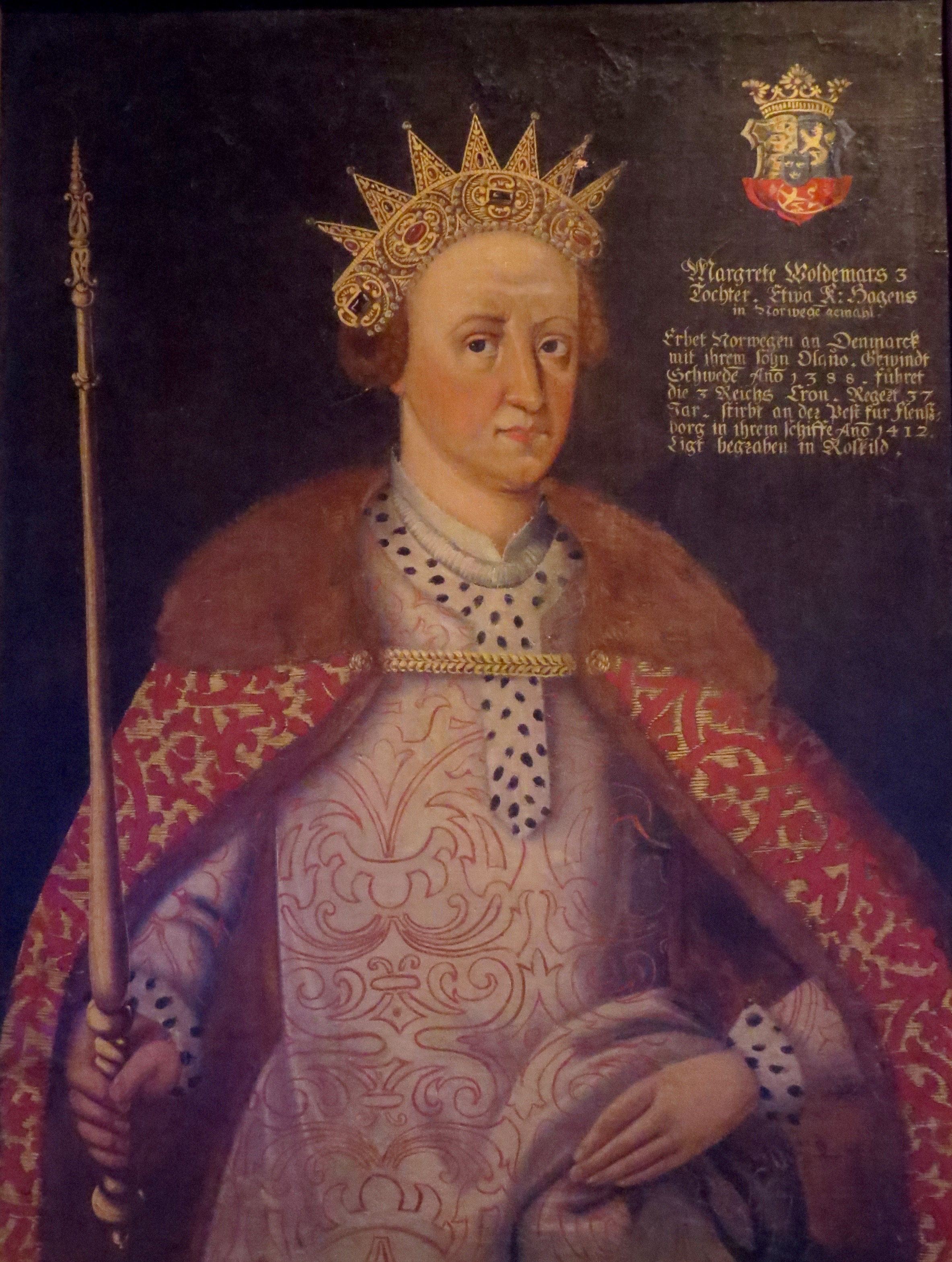
Маргарита I Датская 1387-1412 Королева Дании, Норвегии и Швеции
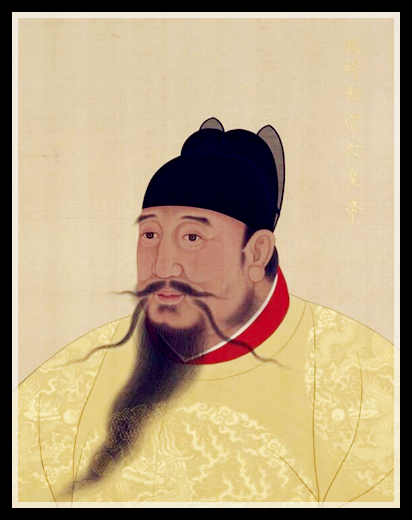
Чжу Ди 1402-1424 Император Мин
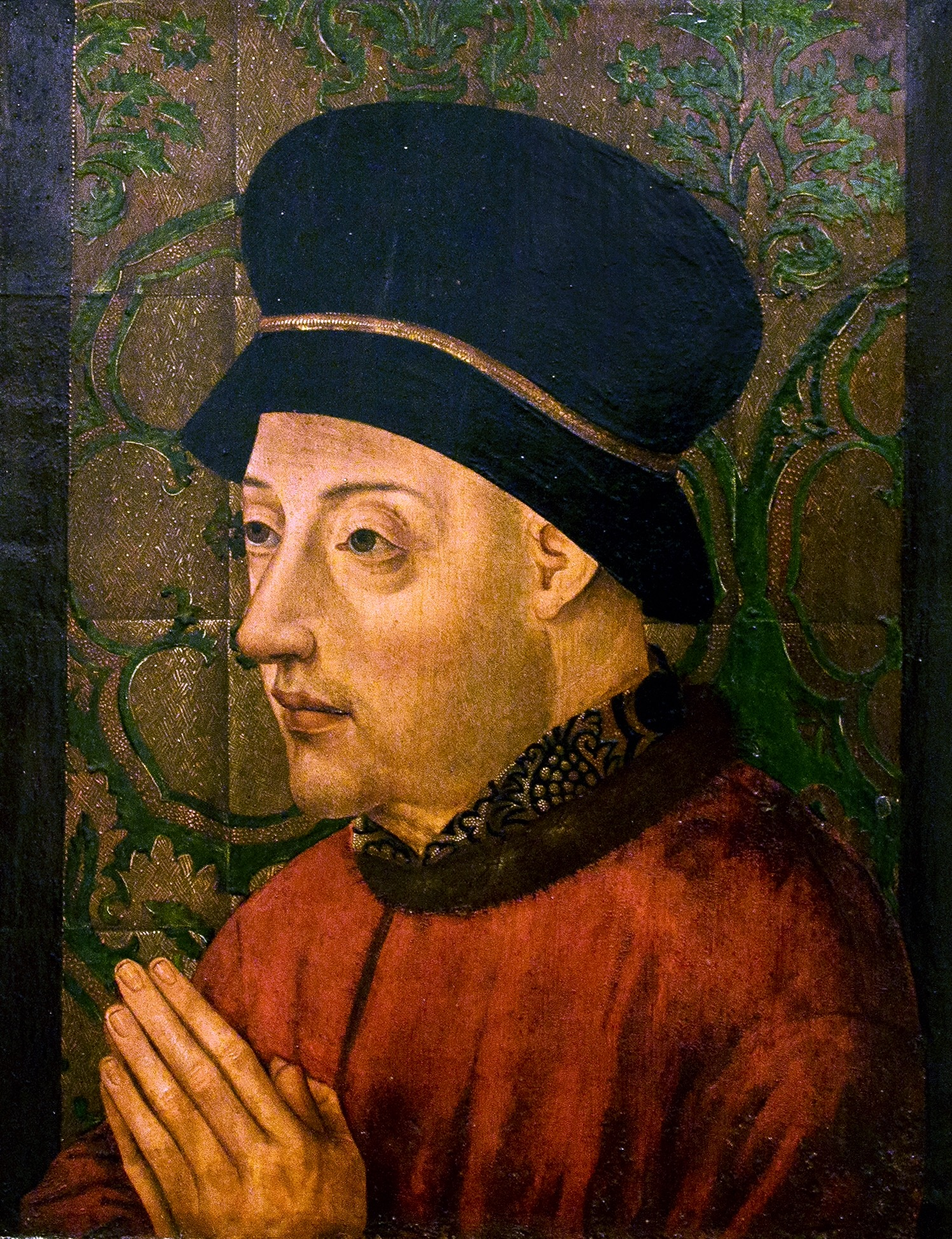
Жуан I 1385-1433 Король Португалии
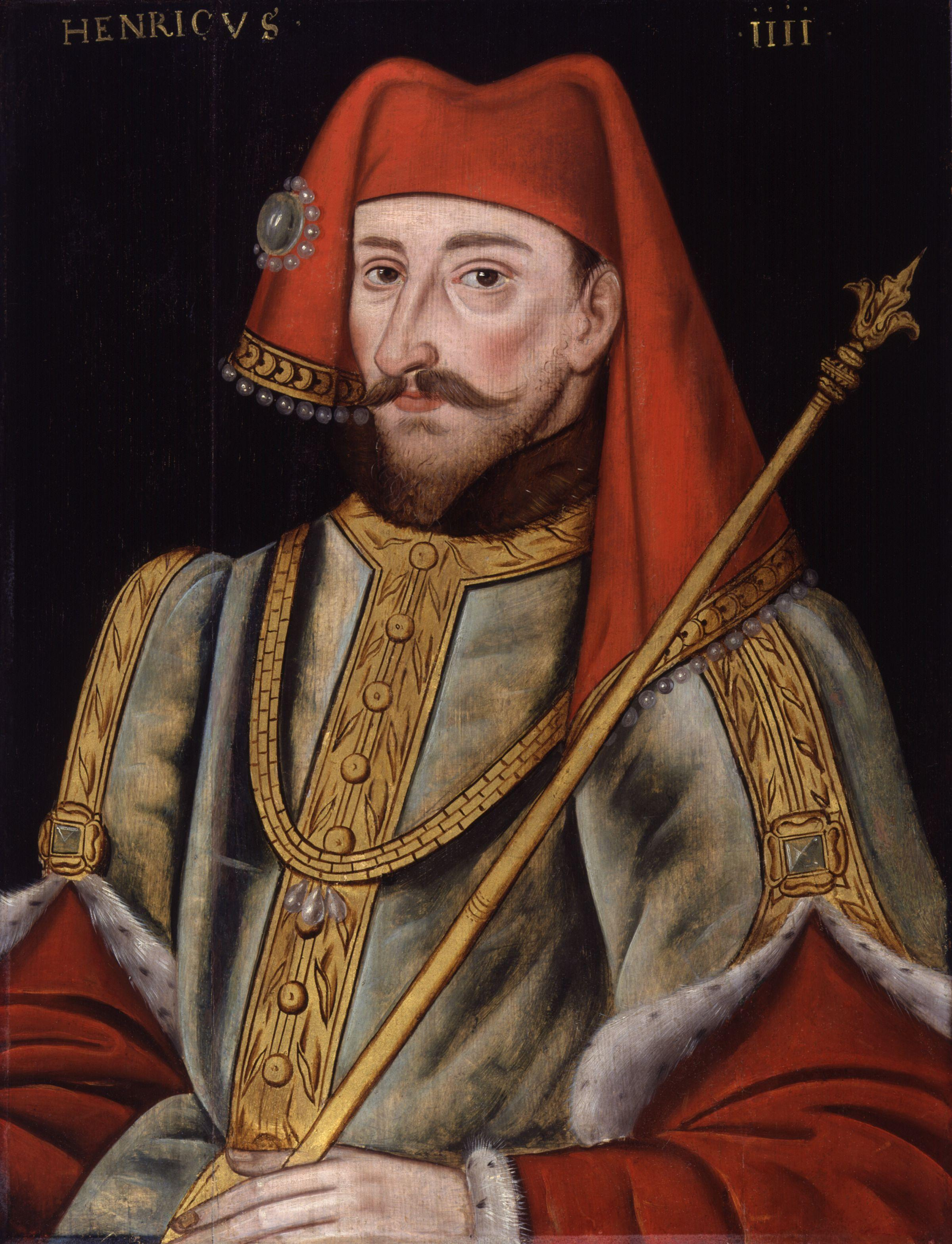
Генрих IV 1399-1413 Король Англии
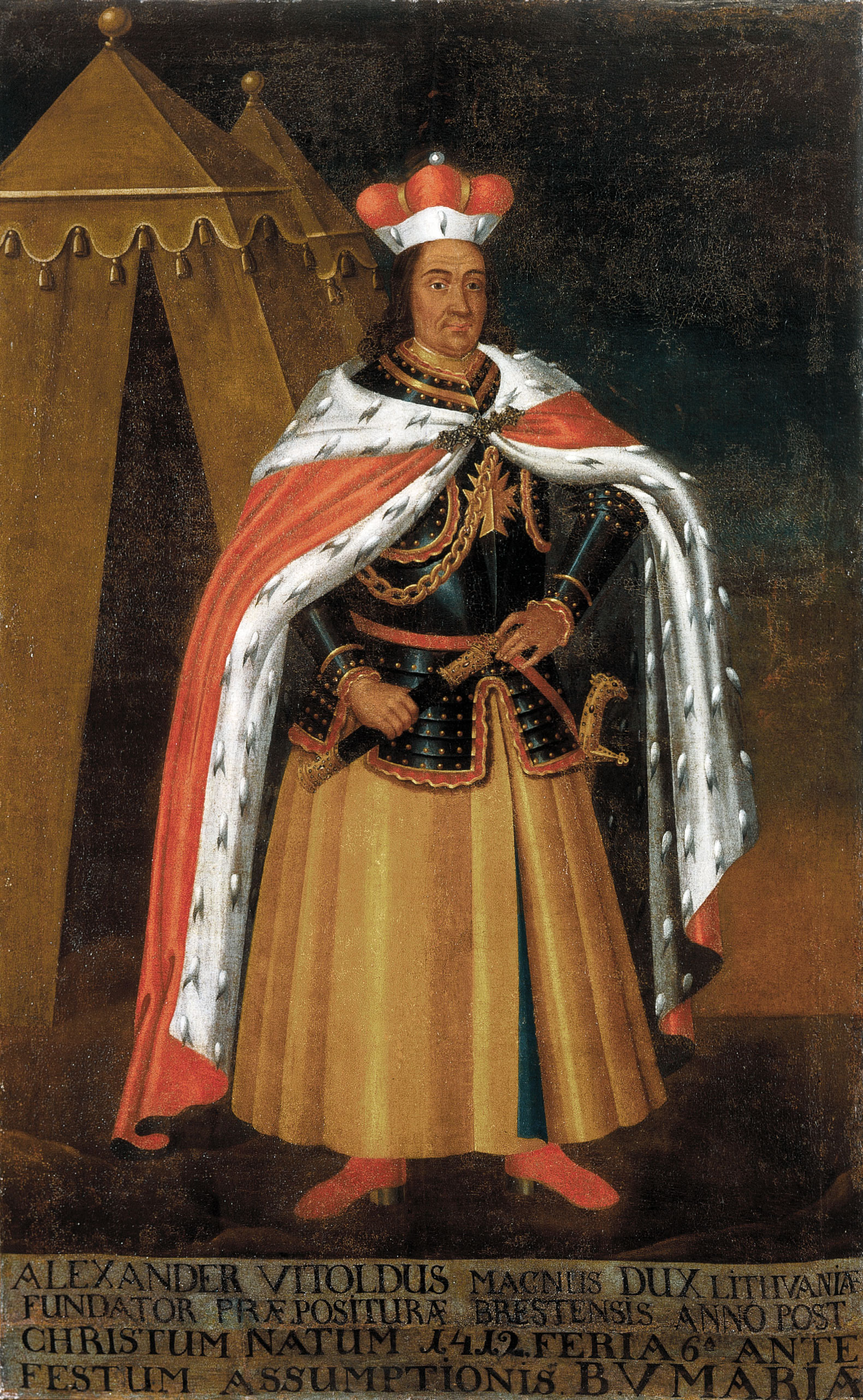
Витовт 1392-1430 Великий князь Литовский
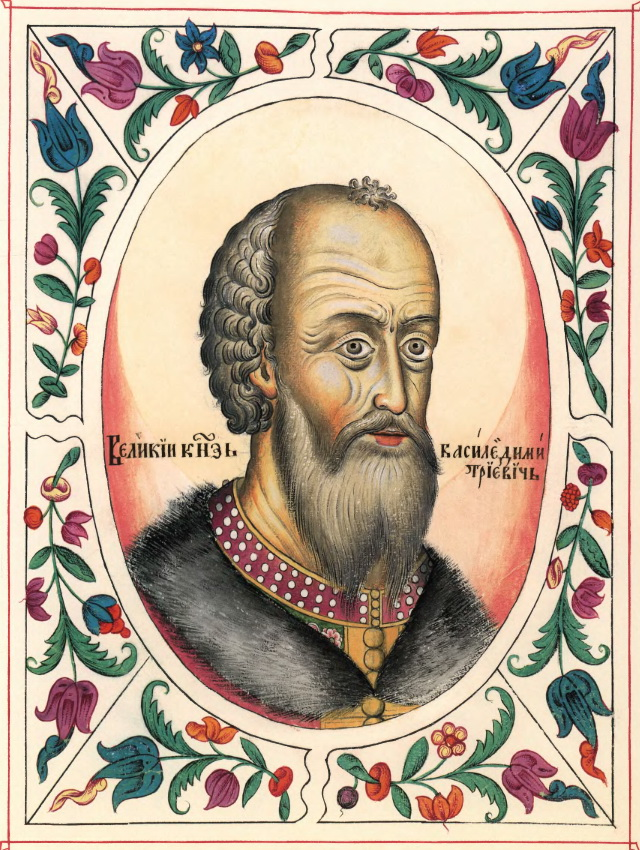
Василий I Дмитриевич 1389-1425 Великий князь Владимирский и Московский
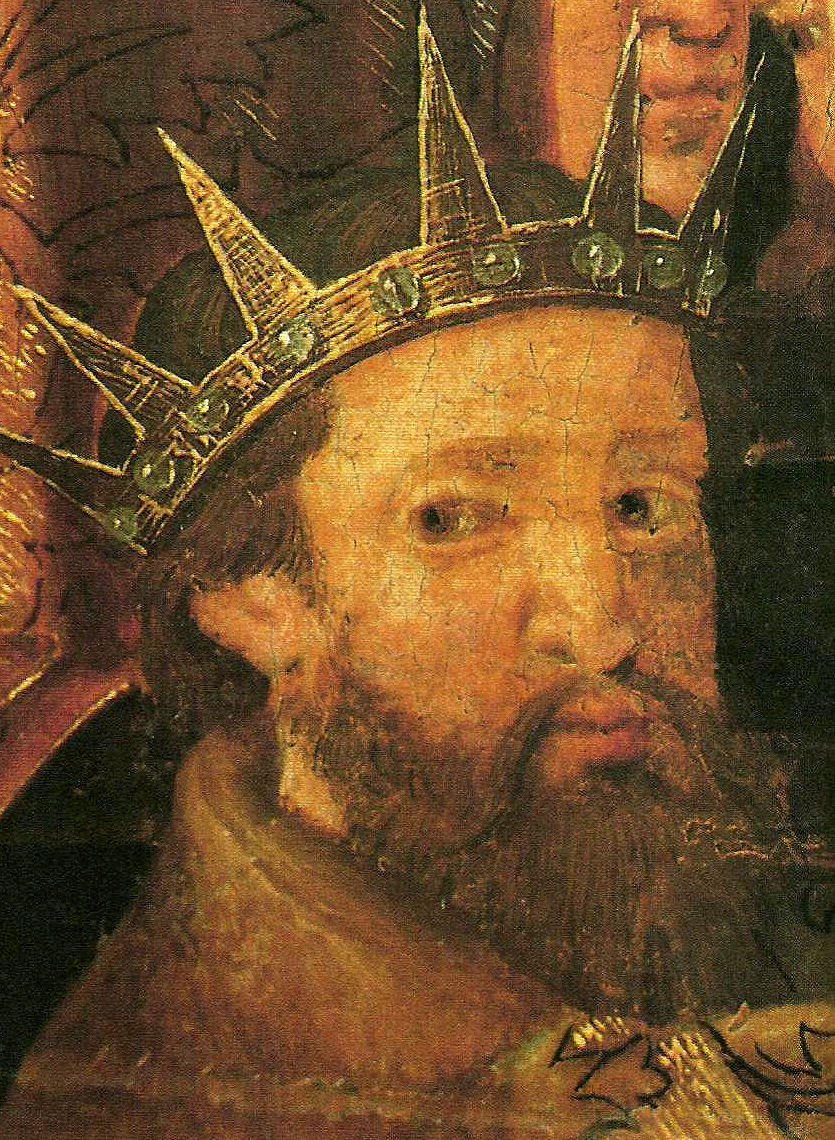
Мартин I Гуманный 1396-1410 Король Арагона
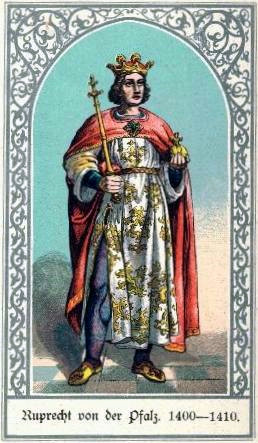
Рупрехт Пфальцский 1400-1410 Король Германии
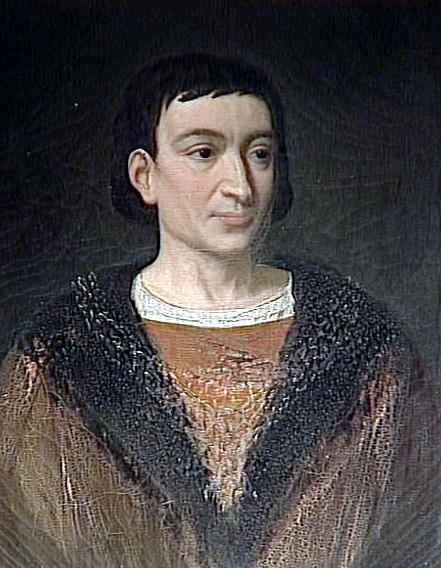
Карл VI Безумный 1380-1422 Король Франции
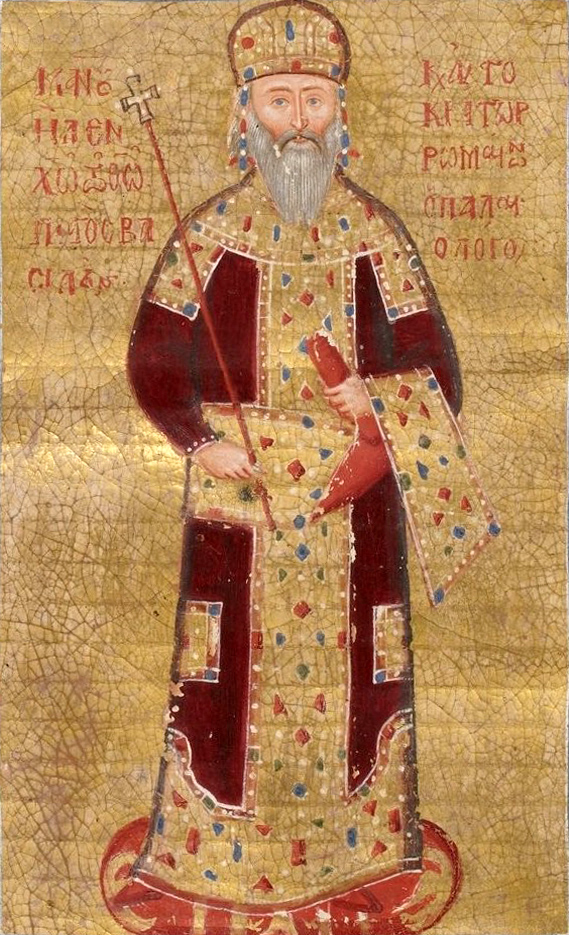
Мануил V 1391-1425 Император Византии
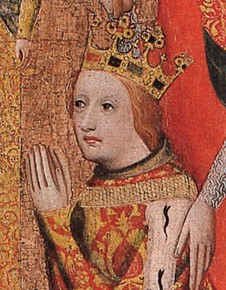
Вацлав 1378-1419 Король Чехии
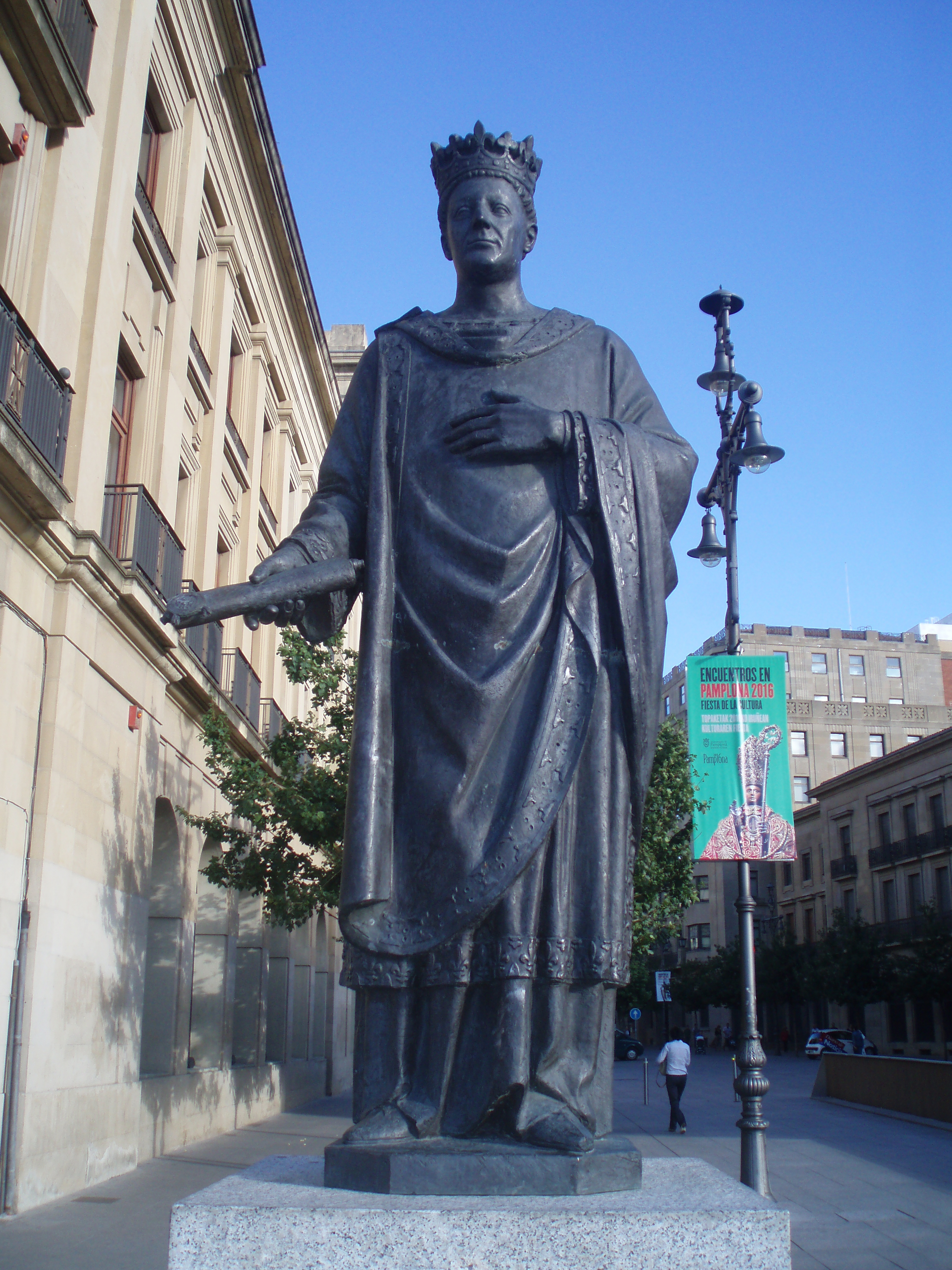
Карл III Благородный 1387-1425 Король Наварры
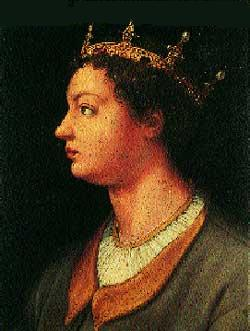
Владислав 1386-1414 Король Неаполя
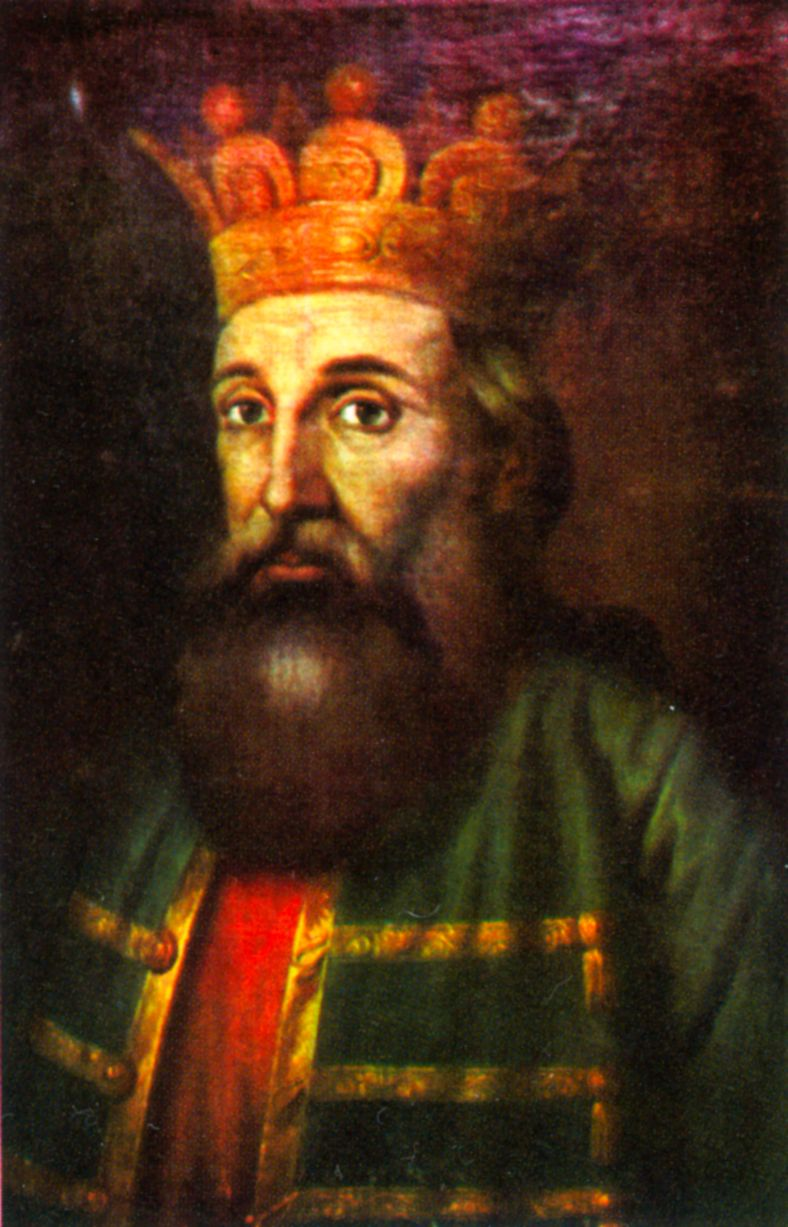
Мирча I Старый 1386-1395,1396-1418 Господарь Валахии
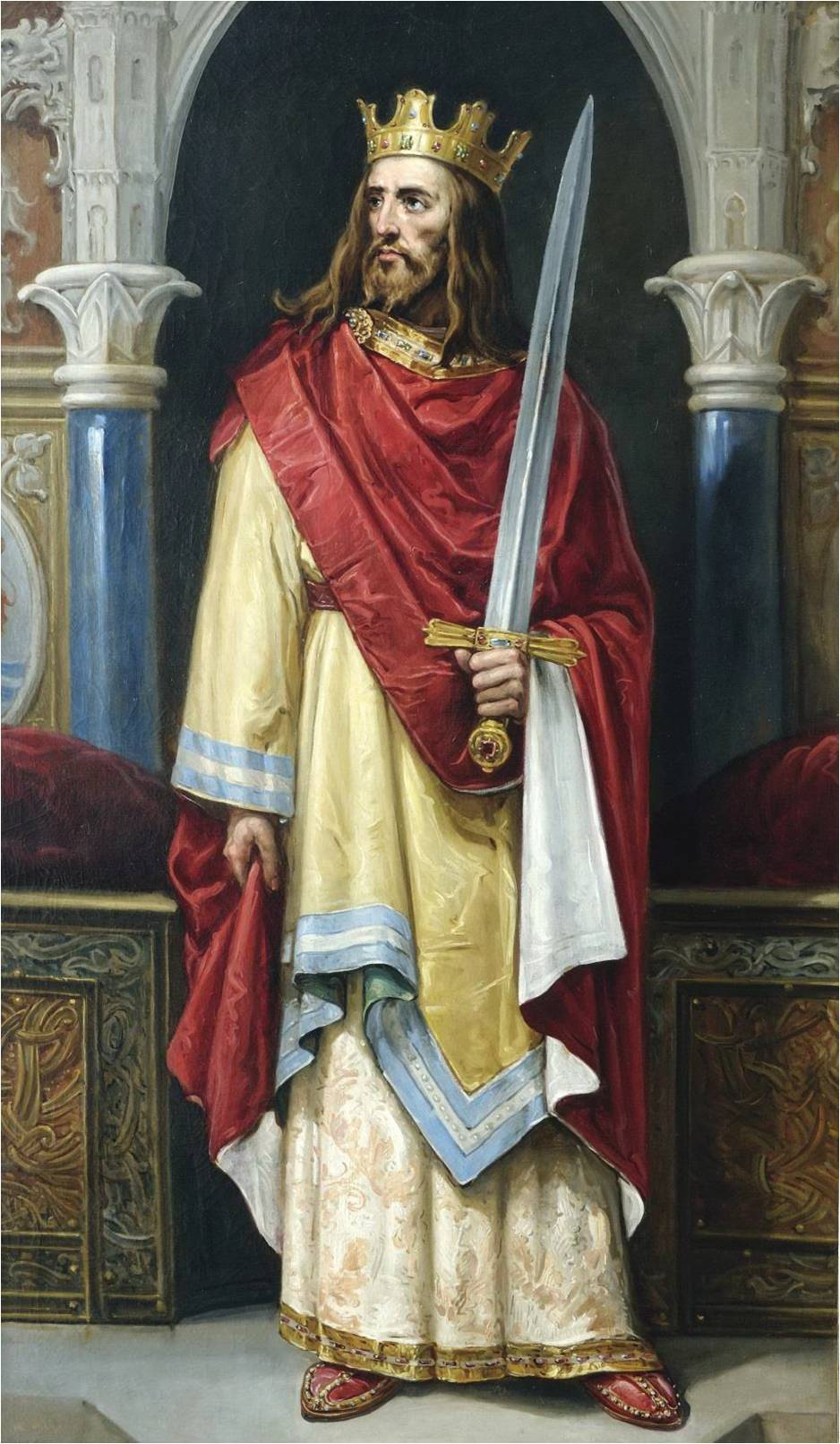
Хуан II 1406-1454 Король Кастилии и Леона
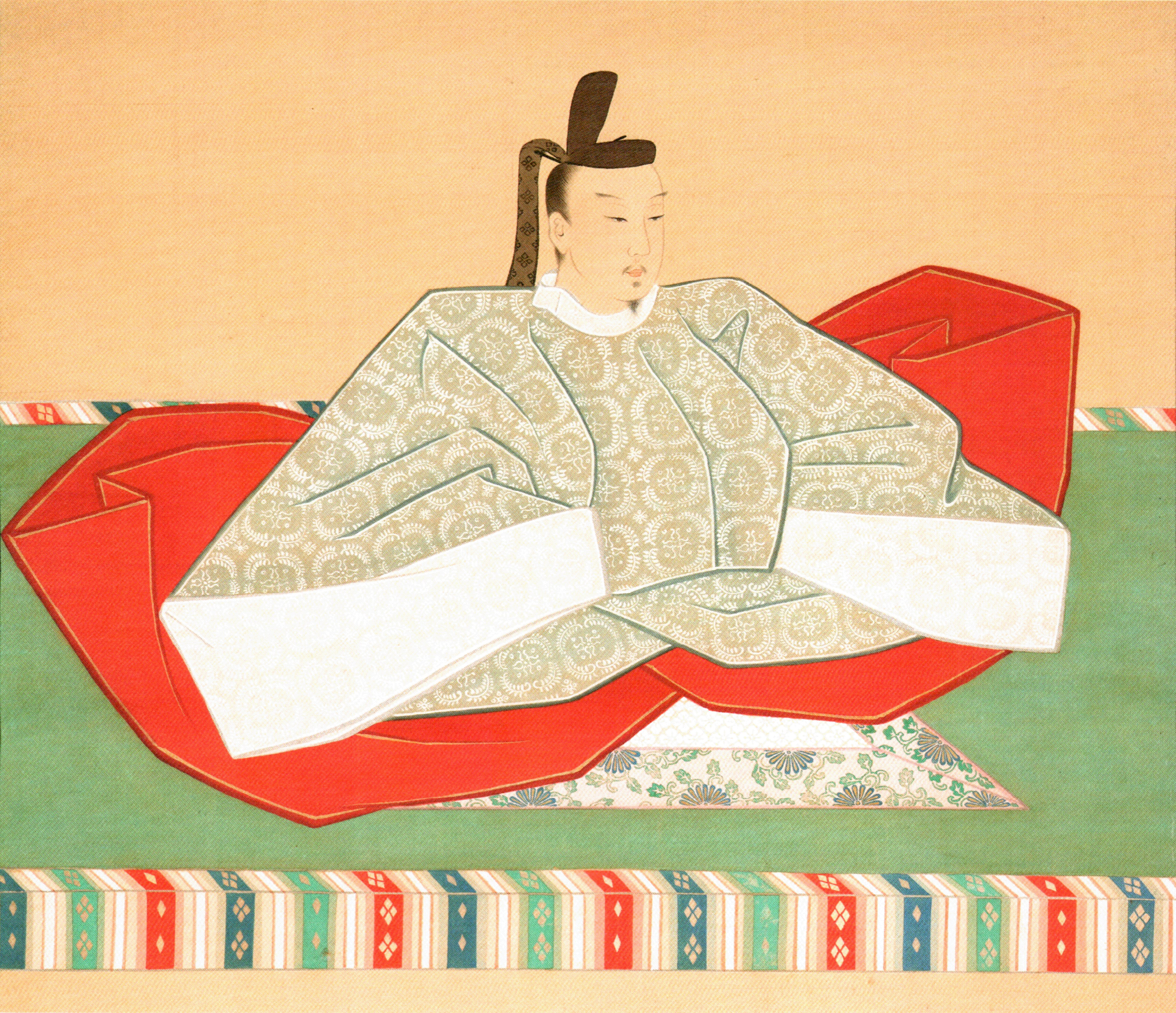
Император Го-Комацу 1392-1412 Император Японии
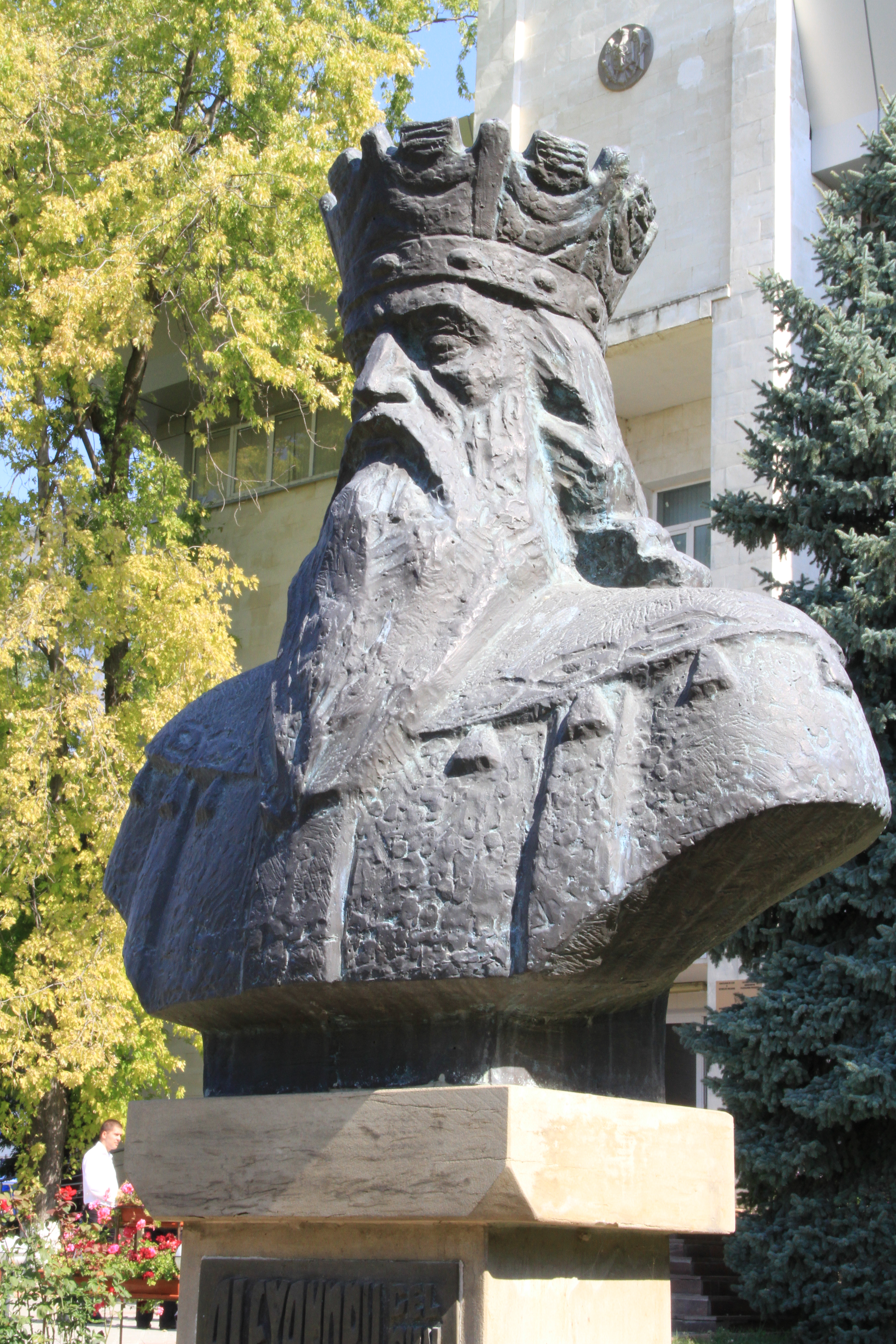
Александр I Добрый 1400-1432 Господарь Молдовы
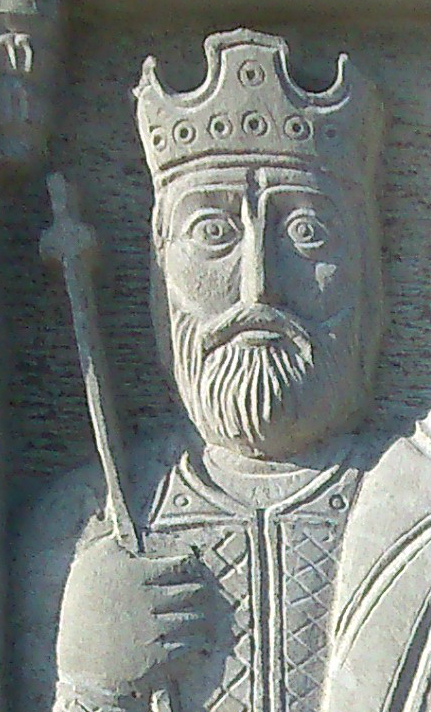
Константин I 1407-1411 Царь Грузии
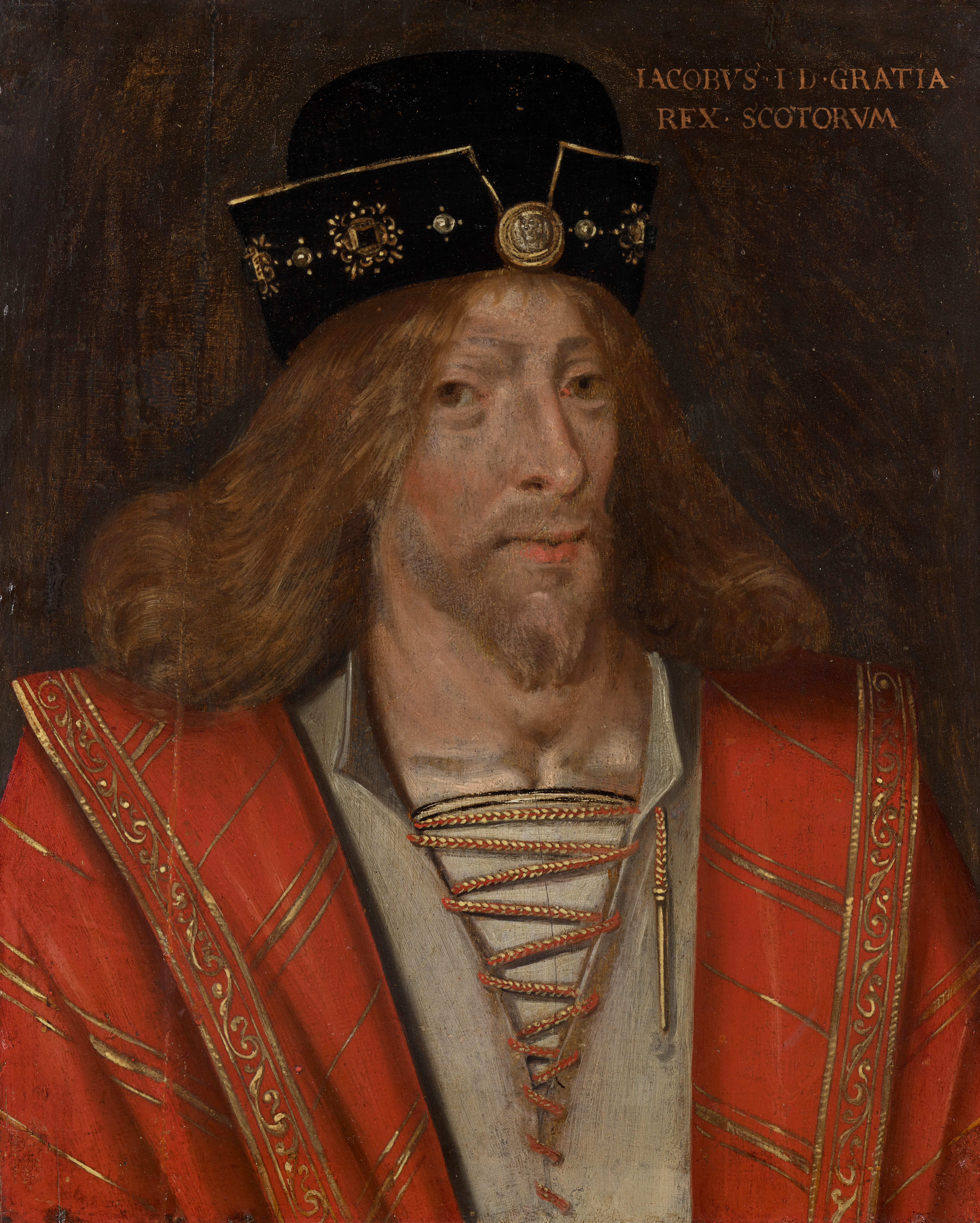
Яков I 1406-1437 Король Шотландии
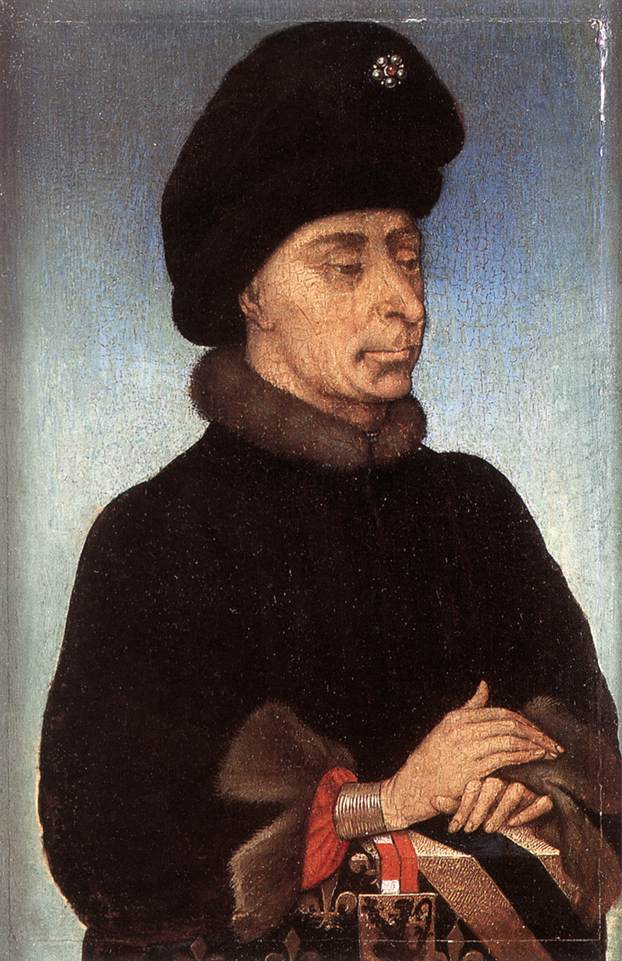
Жан Бесстрашный 1404-1419 Герцог Бургундский
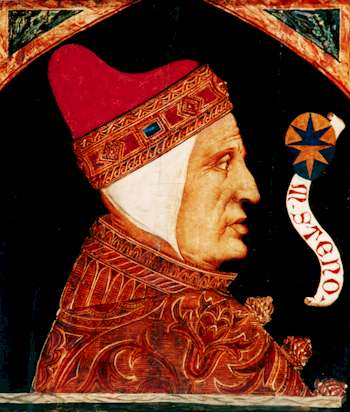
Микеле Стено 1400-1413 Дож Венеции
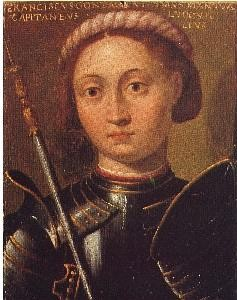
Франческо I Гонзага 1382-1407 Народный капитан Мантуи
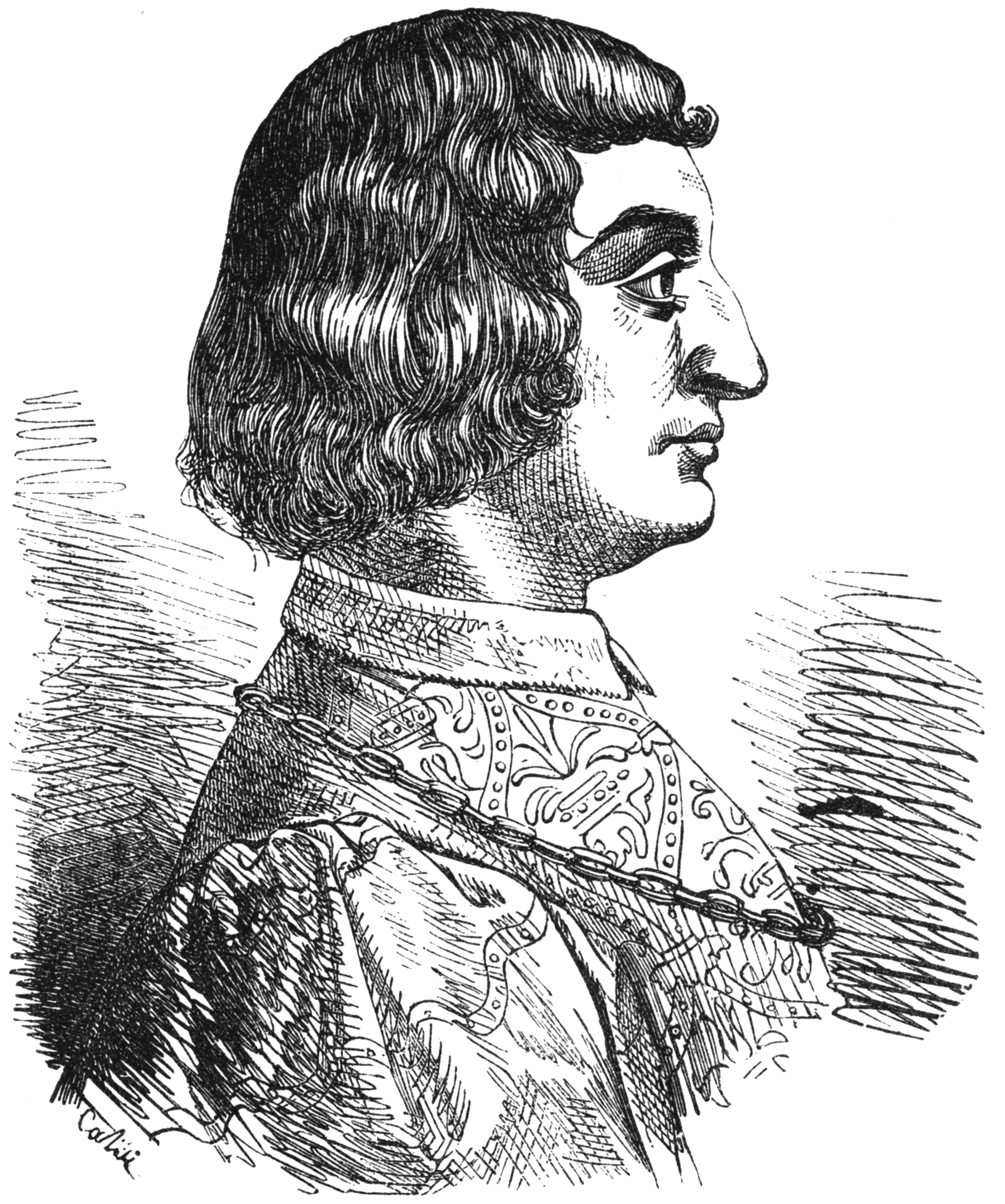
Джан Мария Висконти 1402-1412 Герцог Миланский
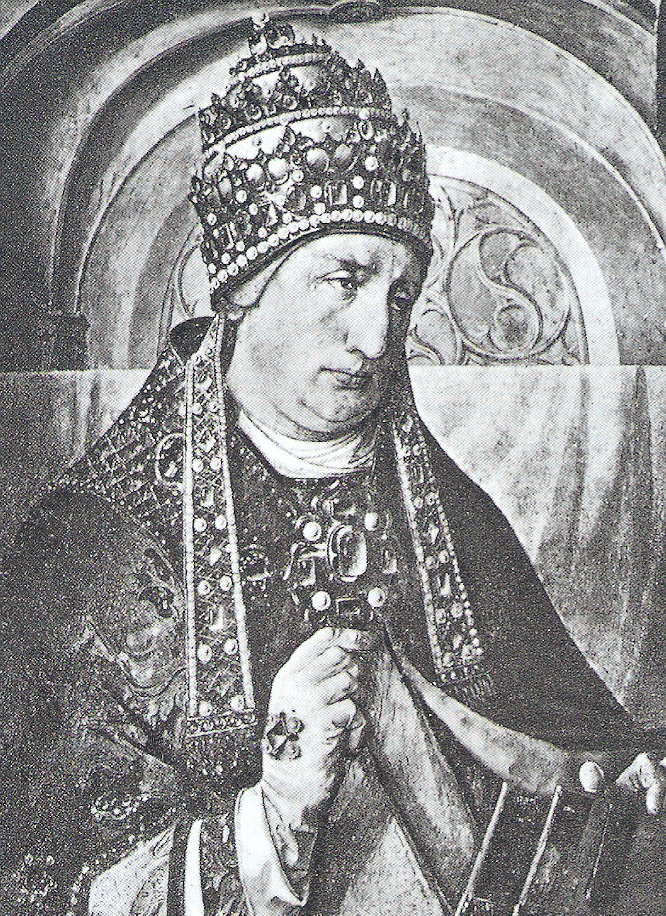
Григорий XII 1406-1415 Папа Римский
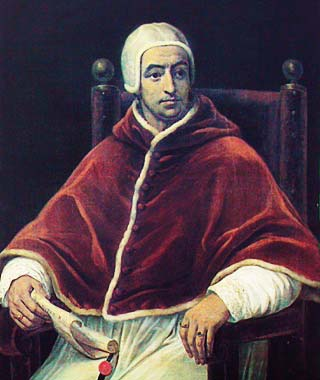
Бенедикт XIII 1394-1423 Антипапа